# Liste der Abgeordneten im Nationalparlament Osttimors 2007–2012

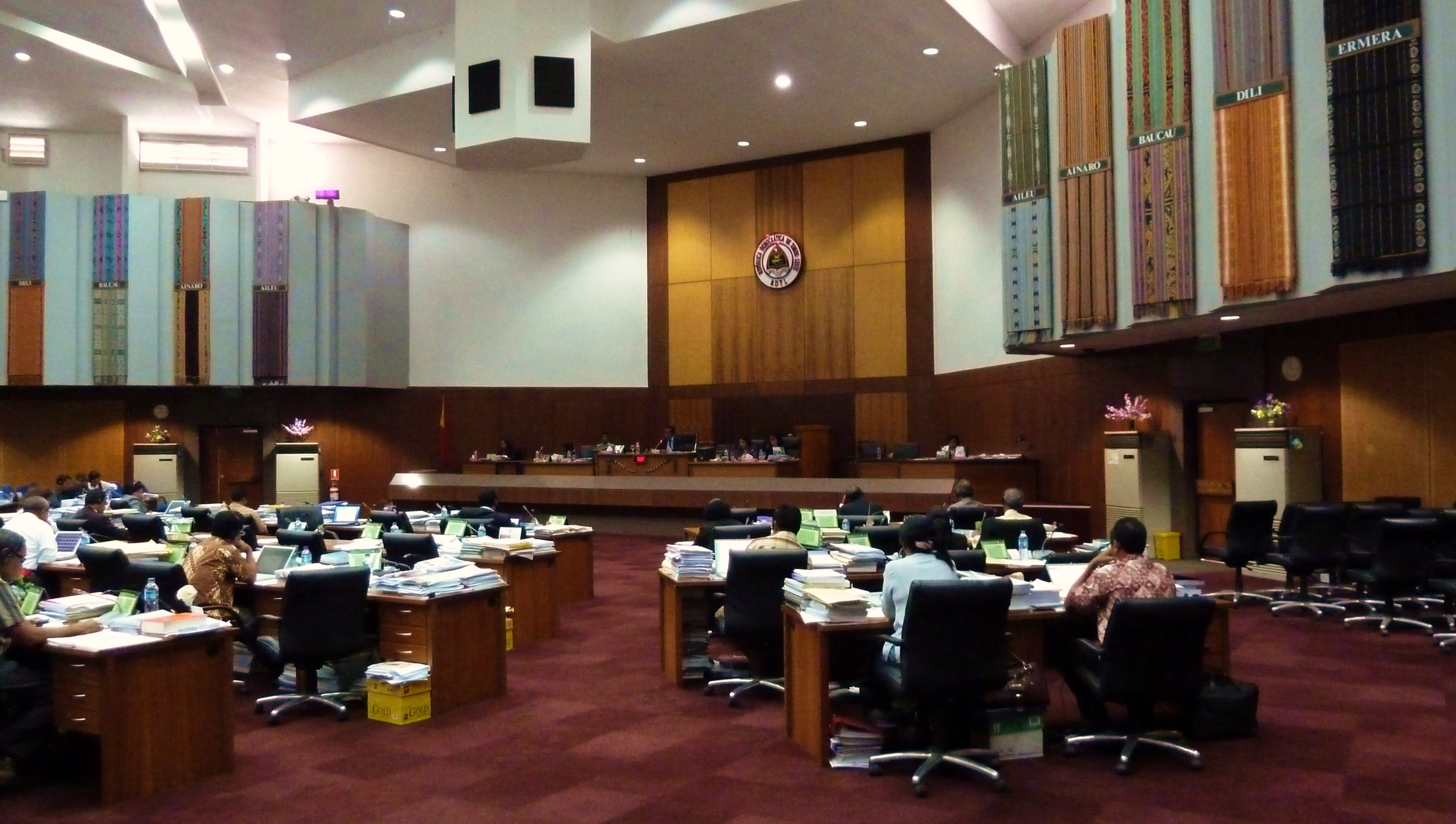
Nationalparlament von Osttimor in Dili (2010)

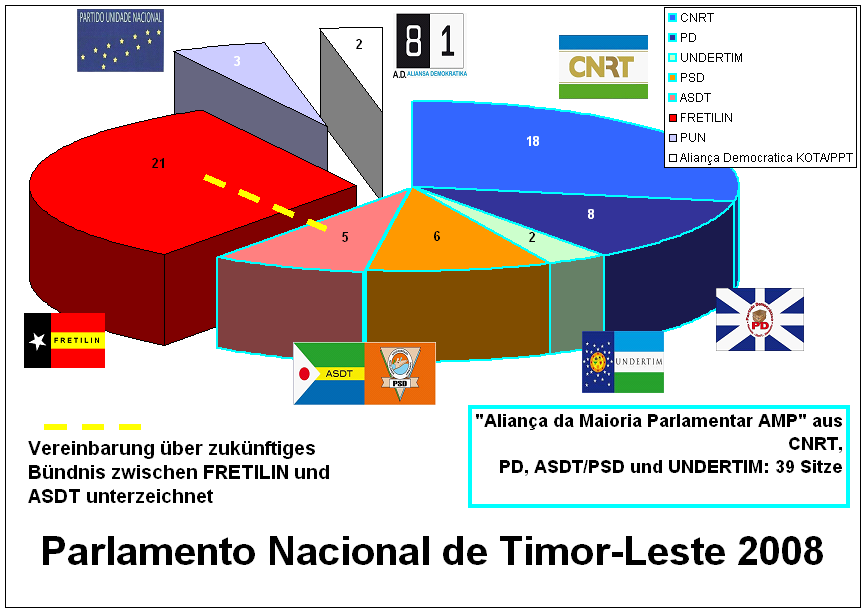
Sitzverteilung und Bündnisse im Nationalparlament Osttimors
(Stand: Mai 2008)

Diese Liste führt die Abgeordneten auf, die in den Wahlen am 30. Juni 2007 in das Nationalparlament Osttimors gewählt wurden. Die Reihenfolge entspricht dem Platz des Abgeordneten auf der Parteiliste. Das Parlament hat 65 Mitglieder.
Die Regierungskoalition „Aliança da Maioria Parlamentar AMP“ (Allianz der Parlamentarischen Mehrheit) bestand zunächst aus (CNRT), Coligação Associação Social-Democrata de Timor ASDT/Partido Social Democrata PSD und Partido Democrático PD.
Anfang Mai unterzeichnete die ASDT eine Bündniserklärung mit der FRETILIN. Allerdings verließ sie nicht die Regierungskoalition, sondern plant mit der FRETILIN bei den nächsten Wahlen zusammenzuarbeiten. Beide Parteien forderten daher für das Frühjahr 2009 Neuwahlen. Auslöser der Spannungen in der Regierungskoalition war die Weigerung Premierminister Xanana Gusmãos zwei der Korruption beschuldigte ASDT-Angehörige des Kabinetts zu entlassen, wie es ihre Partei gefordert hatte. Die PSD, enger Partner der ASDT, sprach sich, trotz Unzufriedenheiten in den eigenen Reihen, für einen Verbleib in der Koalition mit dem CNRT aus, der Partei von Premierminister Gusmão. Wenige Tage später schloss sich die UNDERTIM der AMP-Koalition an.

## Frente Revolucionária do Timor-Leste Independente FRETILIN
29,02 % der Stimmen, 21 Abgeordnete.
Parteichef Francisco Guterres und Generalsekretär Marí Alkatiri verzichteten zugunsten weiter hinten in der Wahlliste gesetzten FRETILIN-Mitglieder auf ihre Sitze im Parlament. Elizário Ferreira und Joaquim Amaral rückten daher am 21. August 2007 nach. Der Abgeordnete Jacob Fernandes verstarb am 22. September 2007. Für ihn rückte José Manuel da Silva Fernandes am 5. Dezember 2007 nach.
| - Francisco Lu Olo Guterres Verzicht zugunsten hinterer Listenplätze - Marí Bin Amude Alkatiri Verzicht zugunsten hinterer Listenplätze - Arsénio Paixão Bano - Cipriana da Costa Pereira - Joaquim dos Santos - Antoninho Bianco - Jacob Fernandes (†) - Ana Maria Pessoa Pereira da Silva Pinto Ab 2009 Generalstaatsanwältin - Estanislau da Silva - António Cardoso Caldas Machado - Aniceto Longuinhos Guterres Lopes - Ilda Maria da Conceição - Osório Costa | - Maria Maia dos Reis e Costa - José Augusto Fernandes Teixeira - Domingos Maria Sarmento - Inácio Freitas Moreira - Francisco Miranda Branco - David Dias Ximenes - Josefa Álvares Pereira Soares - Francisco Martins da Costa Pereira Jerónimo - Elizário Ferreira nachgerückt - Joaquim Amaral nachgerückt - José Manuel da Silva Fernandes nachgerückt - Aicha Bassarewan nachgerückt |

## Congresso Nacional da Reconstrução Timorense CNRT
24,10 % der Stimmen, 18 Abgeordnete.
Xanana Gusmão als neuer Premierminister und Idelta Maria Rodrigues als Staatssekretärin für Förderung der Gleichberechtigung mussten auf ihre Sitze im Parlament verzichten, wofür Maria Fernanda Lay und Virgínia Ana Belo in das Parlament einzogen.
| - Kay Ralla Xanana Gusmão als Premierminister kein Abgeordneter mehr - Vicente da Silva Guterres - Eduardo de Deus Barreto - Carmelita Caetano Moniz - Virgílio Maria Dias Marçal - Maria Terezinha Dias da Silva Viegas - Brigida Antónia Correia - Duarte Nunes - Pedro dos Mártires da Costa - Cecilio Caminha Freitas - Natalino dos Santos Nascimento | - Idelta Maria Rodrigues als Staatssekretärin nicht mehr im Parlament - Benvinda Catarina Rodrigues - Adérito Hugo da Costa - Arão Noé da Costa Amaral - Paulo de Fátima Martins - Romeu Moises - Maria Rosa da Câmara - Maria Fernanda Lay - Mateus Ximenes Belo 2008 für einen Monat nachgerückt - Virgínia Ana Belo |

## ColigaçãoAssociação Social-Democrata de Timor ASDT/Partido Social Democrata PSD
Gemeinsame Liste von ASDT und PSD.
15,73 % der Stimmen, 11 Abgeordnete
ASDT und PSD waren bei der Wahl mit einer gemeinsamen Liste angetreten, bildeten aber im Parlament zwei getrennte Fraktionen. Lúcia Lobato, Gil da Costa, Zacarias da Costa und João Mendes Gonçalves schieden als neue Regierungsmitglieder sofort wieder aus dem Parlament aus.
Mario Viegas Carrascalão (PSD) schied im Januar 2009 durch Antritt seines neuen Amtes als stellvertretender Premierminister aus dem Parlament aus. Ihn ersetzte im Parlament Augusto de Araújo. Am 7. Juli 2009 verließ Fernando Dias Gusmão das Parlament und die PSD. Er gründete die Partido do Desenvolvimento Nacional (PDN). Ihm folgte Hermes da Rosa Correia Barros.
José Manuel Carrascalão (ASDT), der bisherige Fraktionschef der ASDT, wurde 2009 zum Vizeminister für Infrastruktur ernannt und verzichtete damit auf seinen Sitz im Parlament. Ihm folgte als Abgeordneter Francisco Xavier do Amaral, der zuvor auf einen Sitz verzichtet hatte. Bis August 2011 wurde Amaral von Clarinha Alves abgelöst.
Nachdem Mario Viegas Carrascalão im September 2010 als Vize-Premier zurückgetreten war, kehrte er in das Parlament zurück. Dafür verließ Hermes da Rosa Correia Barros das Parlament wieder.
Abílo de Deus de Jesus Lima Staatssekretär für Umwelt
| - Mário Viegas Carrascalão (PSD) 2009 ausgeschieden als stellvertretender Premierminister, 2010 wieder Mitglied - Francisco Xavier do Amaral (ASDT), nachgerückt, im Laufe der Legislaturperiode ausgeschieden - Lúcia Maria Brandão Freitas Lobato (PSD), als Minister nicht im Parlament - Gil da Costa A. N. Alves (ASDT), als Minister nicht im Parlament - Zacarias Albano da Costa (PSD), als Minister nicht im Parlament - Alberto da Silva Cruz (ASDT) - Maria da Paixão de Jesus da Costa (PSD) - Teresa da Conceição Amaral (ASDT) - Vidal Riak Leman de Jesus (PSD) - José Manuel Castela Viegas Carrascalão (ASDT), als Vizeminister ab 2009 nicht im Parlament | - Maria da Costa Exposto (PSD) - Domingos da Costa (ASDT) - João Mendes Gonçalves (PSD), als Minister nicht im Parlament - Francisco de Araújo (ASDT) - Fernando Dias Gusmão (PSD), im Laufe der Legislaturperiode ausgeschieden - Clarinha Nheu Alves (ASDT), nachgerückt - Augusto Tara de Araújo (PSD), nachgerückt - Lolina Celeste de Deus (PSD) - Hermes da Rosa Correia Barros (PSD), nachgerückt, im Laufe der Legislaturperiode ausgeschieden |

## Partido Democrático PD
11,30 % der Stimmen, 8 Abgeordnete.
Mariano Sabino Lopes schied als Minister gesetzmäßig aus dem Parlament aus. 2009 verstarb der Abgeordnete Gabriel Ximenes. Er wurde durch Alvaro do Nascimento ersetzt, der aber bereits wieder im November 2010 ausschied. Im Februar 2011 schied Vital dos Santos aus dem Parlament aus. Die beiden Abgeordneten wurden ersetzt durch Jacinta Abucau Pereira (2010) und Adriano João (1. März 2011).
- Fernando La Sama de Araújo
- Mariano Sabino Lopes als Minister nicht im Parlament
- Adriano do Nascimento
- Teresa Maria de Carvalho
- Gabriel Ximenes Fitun (†)
- Vital dos Santos im Laufe der Legislaturperiode ausgeschieden
- Lucas da Costa
- Gertrudes Araújo Moniz
- Rui Meneses
- Alvaro do Nascimento M. D. Reis nachgerückt, im Laufe der Legislaturperiode ausgeschieden
- Jacinta Abucau Pereira nachgerückt
- Adriano João nachgerückt

## Partido Unidade Nacional PUN
4,55 % der Stimmen, 3 Abgeordnete.
Abel wurde auf Listenplatz 2 in das Parlament gewählt, gab aber seinen Sitz vorzeitig auf. Für ihn rückte Domingos Mesquita nach, der aber von João Maia da Conceicão vom 8. Januar 2008 bis 2009 vertreten wurde. Zeitweise wurde auch Fernanda Borges durch Joana do Rosario im Parlament vertreten. 2009 entschied die Parlamentsmehrheit, dass jeder Abgeordnete einen Dienstwagen gestellt bekommen sollte. PUN und FRETILIN lehnten dies ab. Da Mateus de Jesus aber nicht auf seinen Dienstwagen verzichten wollte, wurde er aus der Partei ausgeschlossen. Aufgrund der Parteiregeln der PUN behielt er aber seinen Abgeordnetensitz als Unabhängiger.
- Fernanda Mesquita Borges
- José dos Reis Francisco Abel im Laufe der Legislaturperiode ausgeschieden
- Mateus de Jesus, während der Legislaturperiode aus der PUN ausgetreten
- Domingos Canossa Caldeira Mesquita nachgerückt
- João Maia da Conceicão zeitweise Vertretung
- Joana do Rosario zeitweise Vertretung

## Aliança DemocraticaKlibur Oan Timor Asuwain KOTA/Partido do Povo de Timor PPT
Gemeinsame Liste von KOTA und PPT.
3,20 % der Stimmen, 2 Abgeordnete.
- Manuel Tilman (KOTA)
- Jacob Xavier (PPT)

## União Nacional Democrática de Resistência Timorense UNDERTIM
3,19 % der Stimmen, 2 Abgeordnete.
- Cornelio L7 da Conceição Gama
- Faustino dos Santos (Renan Selak)

## Belege
- Nationale Wahlkommission CNE – Liste der gewählten Abgeordneten (Memento vom 1. Dezember 2007 im Internet Archive) (PDF-Datei; 545 kB)